# Зугд
Зугд (араб. زهد) — одне з основних етичних понять ісламу, яке передбачає відмову від земних задоволень. Часто перекладається як аскетизм. У суфізмі цей термін означає необхідний етап містичного шляху. Людина, що володіє цією характеристикою, називається загідом.
Більшість середньовічних ісламських богословів додавали до свого імені часточку загід. Суфії й багато інших ісламських вірян бачили в зугді спосіб «очищення» душі та серця від «скверни». В ісламі наявна концепція «помірного» зугду, за якого «світські спокуси не відвертають мусульманина-аскета від „щирого“ служіння Аллаху». У сучасному мусульманському світі поняття зугд і загід вживаються переважно в значенні благочестивої людини.

## Історія
У перші століття гіджри аскетичні настрої охоплювали майже всі напрямки ісламу. Найчастіше вони описувалися термінами ніск («благочестя», «подвижництво»), кана'а («помірність і контроль над бажаннями») й вару' («обачність в розрізненні дозволеного й забороненого релігійним законом»), але в VIII столітті ці поняття замінив термін зугд.
Тема зугду простежується в ранніх збірках хадисів, агіографічної літератури та суфійських «навчальних» творах X—XIII століть. Концепція зугд оформилася в середовищі видатних діячів раннього мусульманського благочестя (зуггад), серед яких Хасан аль-Басрі, Суф'ян ас-Саурі, Ібрагім ібн Адгам і ін. Західні ісламознавці вважають, що концепція зугду формувалася, можливо, під впливом християнського чернецтва, маніхейства й індійської традиції, та походила зі суфійської традиції. Сунітське (особливо ганбалітське) розуміння зудгу полягає в придушенні пристрастей шляхом утримання від світських благ, бідності, зменшенні сну і їжі, а також практиці «хвали дозволеного та заборони грішного».
У VIII—IX століттях в арабській поезії почав поширюватися жанр, представлений короткими лірико-філософськими творами. Цей жанр отримав назву зухдіят.

## Крайній аскетизм
Іслам забороняє крайній аскетизм і закликає до поміркованості в ньому. У Корані й Сунні пророка Магомета «немає жодних закликів до суворого аскетизму». В одному з хадисів говориться, що «в ісламі немає чернецтва». Відлюдники, які існували в перші століття гіджри (загіди), «закликали до стриманості в усьому й до нехтування земними радощами».
Крайні прояви зугду спостерігалися у вченні суфіїв, що призводили до досконалої індиферентності до злиднів і цілковитого квієтизму. Серед таких проявів: відмова від усього того, що минає, зосередження на вченні Бога, очищення серця від всього, що може відвернути від святого.

## Суфізм
«Загіди стали попередниками суфіїв, для яких зугд став одним зі ступенів, які наближують вірянина до Аллаха». «Суфії посилалися на згаданий в Корані принцип „надії на Аллаха“ (тавакуль), яким закликали до зугду».
Усвідомлення небезпеки спокус (гординя, лицемірство) й введення школою маламатію й аль-Мугасібі методів внутрішнього самоконтролю призвели до вироблення в суфійській концепції аз-зухд фі-з-зухд («стриманість в утриманні»). Суть цієї концепції полягає в тому, що суфій звільняється від усього світського (дун'я) й утримується від свого стримання. При цьому він досягає стану, за якого він може безбоязно звертати увагу на світське життя та надалі пізнавати потойбічний світ (агірат). Цей стан аль-Газалі називав «задоволеність Богом» (аль-істігна 'бі-Ллах) .
Суфійське поняття аскетизму включає забуття у своєму серці про все, крім Бога; проведення всього свого часу в молитвах і байдужому ставленні до принад земного життя. Загіди вважають обов'язковою для себе відмову від здійснення великих гріхів і всього того, що заважає щирому служінню Богу.